# Clitoria fairchildiana
Clitoria fairchildiana är en ärtväxtart som beskrevs av Richard Alden Howard. Clitoria fairchildiana ingår i släktet Clitoria, och familjen ärtväxter. Inga underarter finns listade i Catalogue of Life.

## Bildgalleri

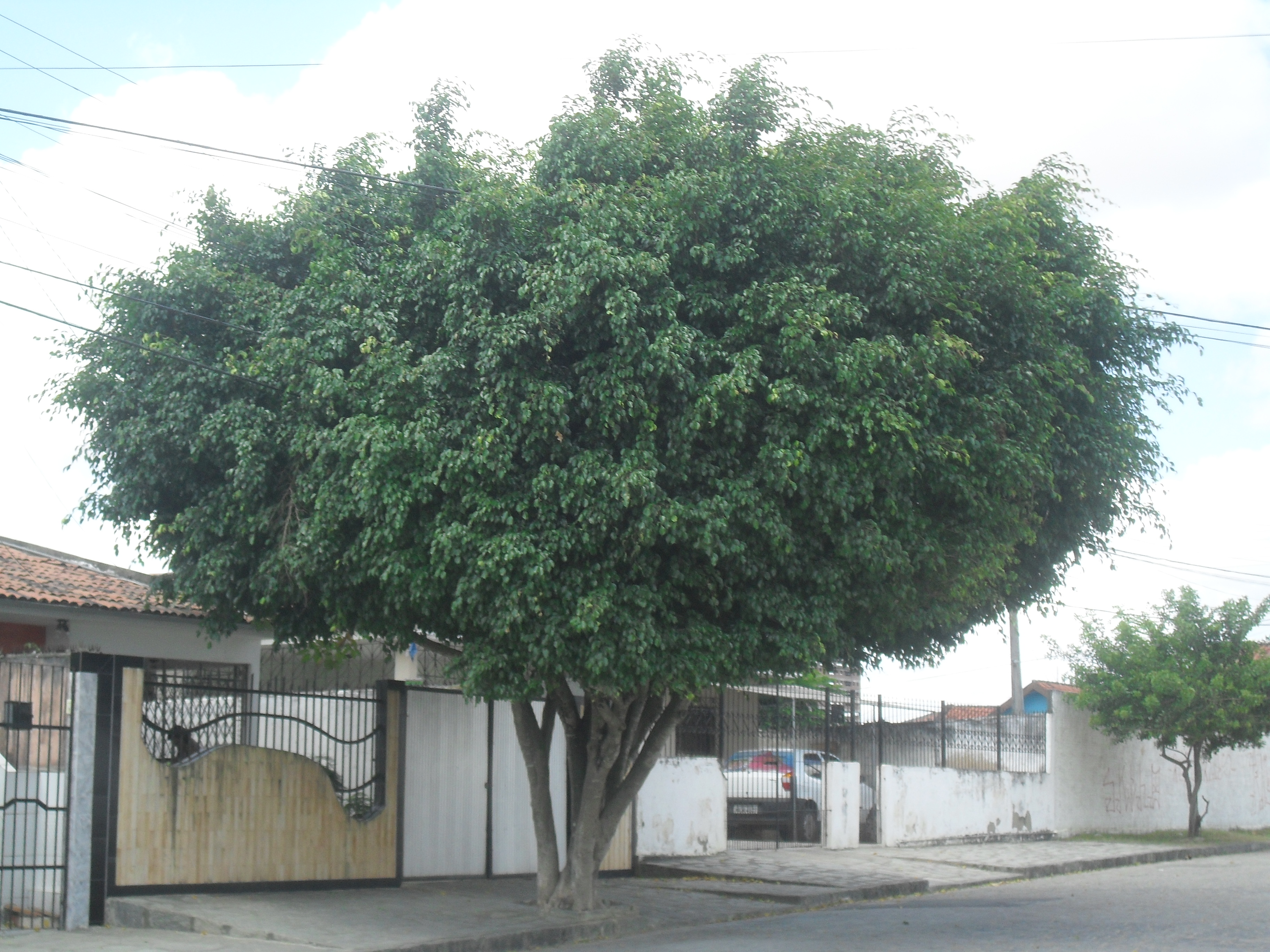